# Tegecoelotes
Genre
Tegecoelotes est un genre d'araignées aranéomorphes de la famille des Agelenidae.

## Distribution
Les espèces de ce genre se rencontrent en Asie de l'Est et en Russie adjacente.

## Liste des espèces
Selon World Spider Catalog (version 26, 10/03/2025) :
- Tegecoelotes chikunii Okumura, Ono & Nishikawa, 2011
- Tegecoelotes corasides (Bösenberg & Strand, 1906)
- Tegecoelotes dorsatus (Kishida, 1936)
- Tegecoelotes dysodentatus Zhang & Zhu, 2005
- Tegecoelotes echigonis Nishikawa, 2009
- Tegecoelotes erraticus (Nishikawa, 1983)
- Tegecoelotes eurydentatus Zhang, Zhu & Wang, 2017
- Tegecoelotes hibaensis Okumura, Ono & Nishikawa, 2011
- Tegecoelotes ignotus (Bösenberg & Strand, 1906)
- Tegecoelotes kumadai Okumura, 2019
- Tegecoelotes michikoae (Nishikawa, 1977)
- Tegecoelotes mizuyamae Ono, 2008
- Tegecoelotes otomo Nishikawa, 2009
- Tegecoelotes religiosus Nishikawa, 2009
- Tegecoelotes secundus (Paik, 1971)
- Tegecoelotes spathaceus Okumura, 2025
- Tegecoelotes tateyamaensis Nishikawa, 2009
- Tegecoelotes yogoensis Nishikawa, 2009

## Systématique et taxinomie
Ce genre a été décrit par Ovtchinnikov9 en 199 dans les Amaurobiidae. Il est placé dans les Agelenidae par Miller et al. en 2010.

## Publication originale
- Ovtchinnikov, 1999 : « On the supraspecific systematics of the subfamily Coelotinae (Araneae, Amaurobiidae) in the former USSR fauna. » Tethys Entomological Research, vol. 1, p. 63-80.